# Rodenroth
Rodenroth ist ein Ortsteil der Gemeinde Greifenstein im mittelhessischen Lahn-Dill-Kreis am Rand des hessischen Westerwaldes.

## Geographie
Das Dorf gehört naturräumlich zum Hohen Westerwald. Im Nordwesten verläuft die Landesstraße 3046.

## Geschichte

### Ortsgeschichte
Bekanntermaßen erstmals urkundlich erwähnt wurde Rodenroth im Jahre 1255. Durch archäologische Funde wird eine Besiedlung zur Steinzeit vermutet. Im Jahr 1751 wurde die erste Schule erbaut, sie wurde 1951 erneuert. Das erste Backhaus folgte 1893.
Im Zuge der Gebietsreform in Hessen wurde die bis dahin selbstständige Gemeinde Rodenroth zum 31. Dezember 1971 auf freiwilliger Basis in die Gemeinde Beilstein eingemeindet, die am 1. Januar 1977 mit Greifenstein und weiteren bis dahin selbstständigen Gemeinden durch das Gesetz zur Neugliederung des Dillkreises, der Landkreise Gießen und Wetzlar und der Stadt Gießen zur neuen Gemeinde Greifenstein zusammengeschlossen wurden. Für Rodenroth wurde, wie für alle ehemals eigenständigen Gemeinden von Greifenstein, ein Ortsbezirk mit Ortsbeirat und Ortsvorsteher nach der Hessischen Gemeindeordnung gebildet. Sitz der Gemeindeverwaltung wurde der Ortsteil Beilstein.

### Verwaltungsgeschichte im Überblick
Die folgende Liste zeigt die Staaten bzw. Herrschaftsgebiete und deren untergeordnete Verwaltungseinheiten, in denen Rodenroth lag:
- 14. Jahrhundert: Heiliges Römisches Reich, Nassau-Dillenburg, Kalenberger Zent, Kirchspiel Beilstein
- 1343–1561: Heiliges Römisches Reich, Nassau-Beilstein, Amt Beilstein
- 1562–1606: Heiliges Römisches Reich, Nassau-Dillenburg, Amt Beilstein
- 1607–1620:  Heiliges Römisches Reich, Nassau-Beilstein, Amt Beilstein
- ab 1621 Heiliges Römisches Reich, Grafschaft/Fürstentum Nassau-Diez, Amt Beilstein
- ab 1790: Heiliges Römisches Reich, Fürstentum Nassau-Diez, Amt Driedorf
- 1806–1813: Großherzogtum Berg, Département Sieg, Arrondissement Dillenburg, Kanton Driedorf
- 1813–1815: Fürstentum Nassau-Oranien, Amt Driedorf
- ab 1816: Herzogtum Nassau, Amt Herborn
- ab 1849: Herzogtum Nassau, Kreisamt Herborn
- ab 1854: Herzogtum Nassau, Amt Herborn
- ab 1867: Norddeutscher Bund[Anm. 1], Königreich Preußen, Provinz Hessen-Nassau, Regierungsbezirk Wiesbaden, Dillkreis
- ab 1871: Deutsches Reich, Königreich Preußen, Provinz Hessen-Nassau, Regierungsbezirk Wiesbaden, Dillkreis
- ab 1918: Deutsches Reich, Freistaat Preußen, Provinz Hessen-Nassau, Regierungsbezirk Wiesbaden, Dillkreis
- ab 1932: Deutsches Reich, Freistaat Preußen, Provinz Hessen-Nassau, Regierungsbezirk Wiesbaden, Landkreis Dillenburg
- ab 1933: Deutsches Reich, Freistaat Preußen, Provinz Hessen-Nassau, Regierungsbezirk Wiesbaden, Dillkreis
- ab 1944: Deutsches Reich, Freistaat Preußen, Provinz Nassau, Dillkreis
- ab 1945: Amerikanische Besatzungszone, Groß-Hessen, Regierungsbezirk Wiesbaden, Dillkreis
- ab 1946: Amerikanische Besatzungszone, Land Hessen, Regierungsbezirk Wiesbaden, Dillkreis
- ab 1949: Bundesrepublik Deutschland, Land Hessen, Regierungsbezirk Wiesbaden, Dillkreis
- ab 1968: Bundesrepublik Deutschland, Land Hessen, Regierungsbezirk Darmstadt, Dillkreis
- ab 1972: Bundesrepublik Deutschland, Land Hessen, Regierungsbezirk Darmstadt, Dillkreis, Gemeinde Beilstein[Anm. 2]
- ab 1977: Bundesrepublik Deutschland, Land Hessen, Regierungsbezirk Darmstadt, Lahn-Dill-Kreis, Gemeinde Greifenstein[Anm. 3]
- ab 1981: Bundesrepublik Deutschland, Land Hessen, Regierungsbezirk Gießen, Lahn-Dill-Kreis, Gemeinde Greifenstein

### Bevölkerung
Einwohnerstruktur 2011
Nach den Erhebungen des Zensus 2011 lebten am Stichtag dem 9. Mai 2011 in Rodenroth 411 Einwohner. Darunter waren 9 (2,2 %) Ausländer.
Nach dem Lebensalter waren 48 Einwohner unter 18 Jahren, 99 waren zwischen 18 und 49, 39 zwischen 50 und 64 und 36 Einwohner waren älter.
Die Einwohner lebten in 171 Haushalten. Davon waren 39 Singlehaushalte, 63 Paare ohne Kinder und 57 Paare mit Kindern, sowie 12 Alleinerziehende und keine Wohngemeinschaften. In 51 Haushalten lebten ausschließlich Senioren und in 99 Haushaltungen leben keine Senioren.
Einwohnerentwicklung
| Rodenroth: Einwohnerzahlen von 1834 bis 2020 | Rodenroth: Einwohnerzahlen von 1834 bis 2020 | Rodenroth: Einwohnerzahlen von 1834 bis 2020 | Rodenroth: Einwohnerzahlen von 1834 bis 2020 | Rodenroth: Einwohnerzahlen von 1834 bis 2020 |
| --- | -------------------------------------------- | -------------------------------------------- | -------------------------------------------- | -------------------------------------------- |
| Jahr |                                              |                                              |                                              | Einwohner                                    |
| 1834 | 1834                                         |                                              | 300                                          | 300                                          |
| 1840 | 1840                                         |                                              | 336                                          | 336                                          |
| 1846 | 1846                                         |                                              | 342                                          | 342                                          |
| 1852 | 1852                                         |                                              | 349                                          | 349                                          |
| 1858 | 1858                                         |                                              | 346                                          | 346                                          |
| 1864 | 1864                                         |                                              | 363                                          | 363                                          |
| 1871 | 1871                                         |                                              | 322                                          | 322                                          |
| 1875 | 1875                                         |                                              | 366                                          | 366                                          |
| 1885 | 1885                                         |                                              | 361                                          | 361                                          |
| 1895 | 1895                                         |                                              | 329                                          | 329                                          |
| 1905 | 1905                                         |                                              | 305                                          | 305                                          |
| 1910 | 1910                                         |                                              | 321                                          | 321                                          |
| 1925 | 1925                                         |                                              | 341                                          | 341                                          |
| 1939 | 1939                                         |                                              | 362                                          | 362                                          |
| 1946 | 1946                                         |                                              | 419                                          | 419                                          |
| 1950 | 1950                                         |                                              | 416                                          | 416                                          |
| 1956 | 1956                                         |                                              | 364                                          | 364                                          |
| 1961 | 1961                                         |                                              | 386                                          | 386                                          |
| 1967 | 1967                                         |                                              | 399                                          | 399                                          |
| 1980 | 1980                                         |                                              | ?                                            | ?                                            |
| 1990 | 1990                                         |                                              | ?                                            | ?                                            |
| 2000 | 2000                                         |                                              | ?                                            | ?                                            |
| 2011 | 2011                                         |                                              | 408                                          | 408                                          |
| 2015 | 2015                                         |                                              | 430                                          | 430                                          |
| 2020 | 2020                                         |                                              | 396                                          | 396                                          |
| Datenquelle: Historisches Gemeindeverzeichnis für Hessen: Die Bevölkerung der Gemeinden 1834 bis 1967. Wiesbaden: Hessisches Statistisches Landesamt, 1968. Weitere Quellen: LAGIS; Gemeinde Greifenstein; Zensus 2011 |                                              |                                              |                                              |                                              |

Religionszugehörigkeit
| Quelle: Historisches Ortslexikon |                                                                               |
| • 1885:                          | 360 evangelische (= 99,72 %) Einwohner. Ein anderer Christ, keine Katholiken. |
| • 1961:                          | 338 evangelische (= 87,56 %), 47 katholische (= 12,18 %) Einwohner            |

## Ortsbeirat
Für den Ortsteil Rodenroth gibt es einen fünfköpfigen Ortsbeirat mit Ortsvorsteher. Nach den Kommunalwahlen in Hessen 2021 ist der Ortsvorsteher Hans Walter Weil.

## Kultur und Infrastruktur
Im Ort gibt es ein Dorfgemeinschaftshaus, ein Freizeitzentrum des CVJM-Kreisverbandes Wetzlar/Gießen e.V., zwei Backhäuser, ein evangelisches Gemeindehaus, eine fast 1000 Jahre alte Linde und einen Waldlehrpfad.

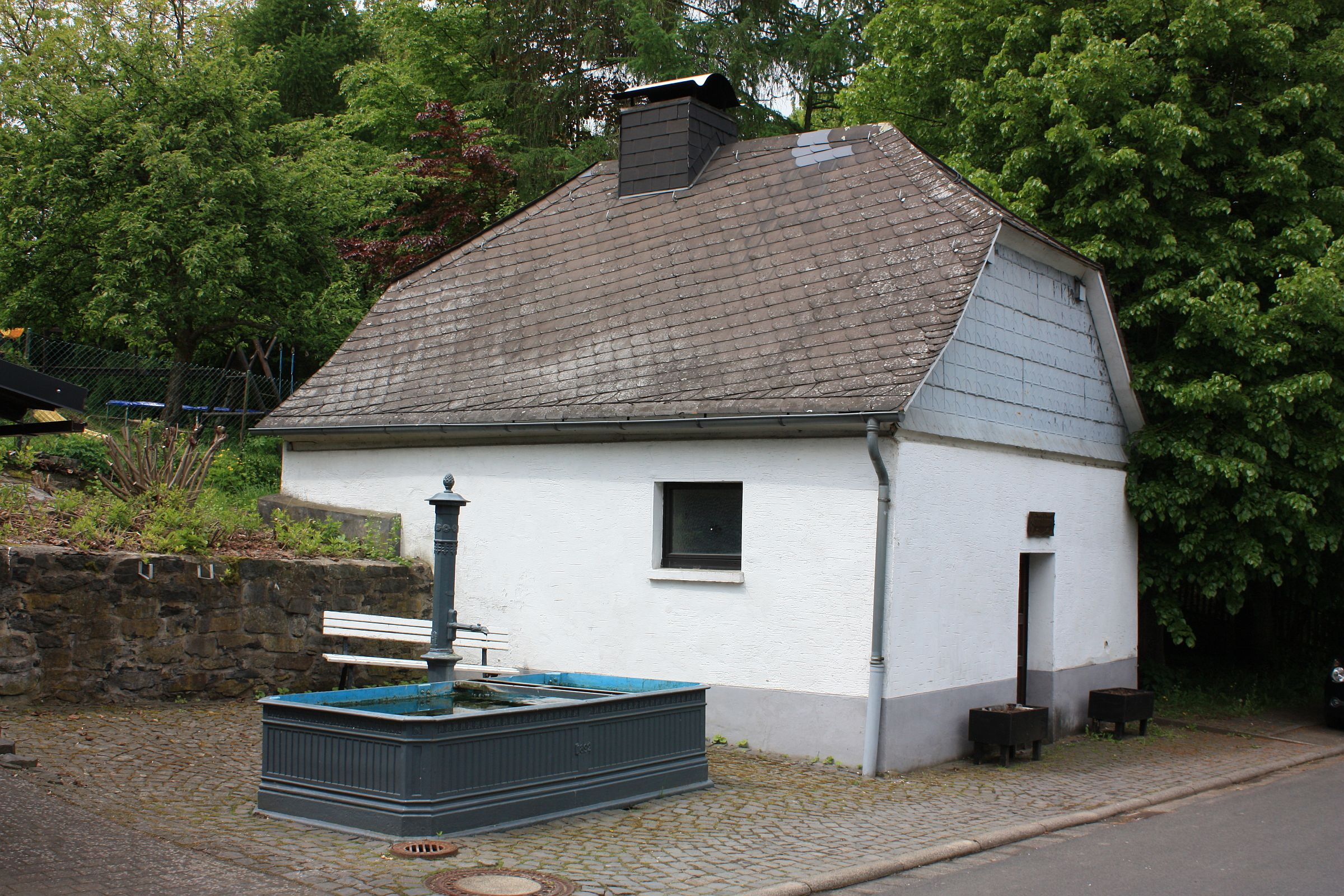
Das Backhaus
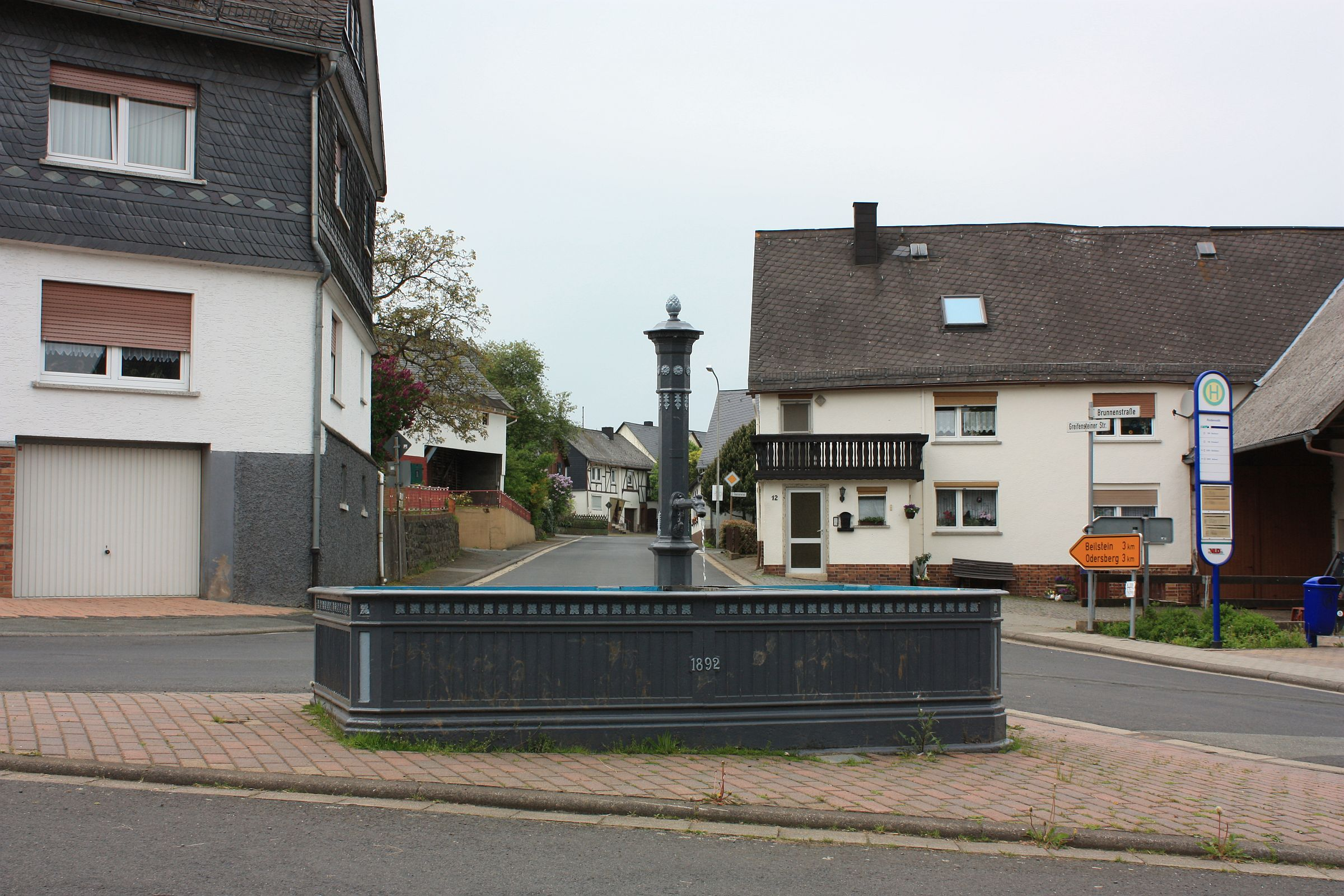
Der Dorfbrunnen
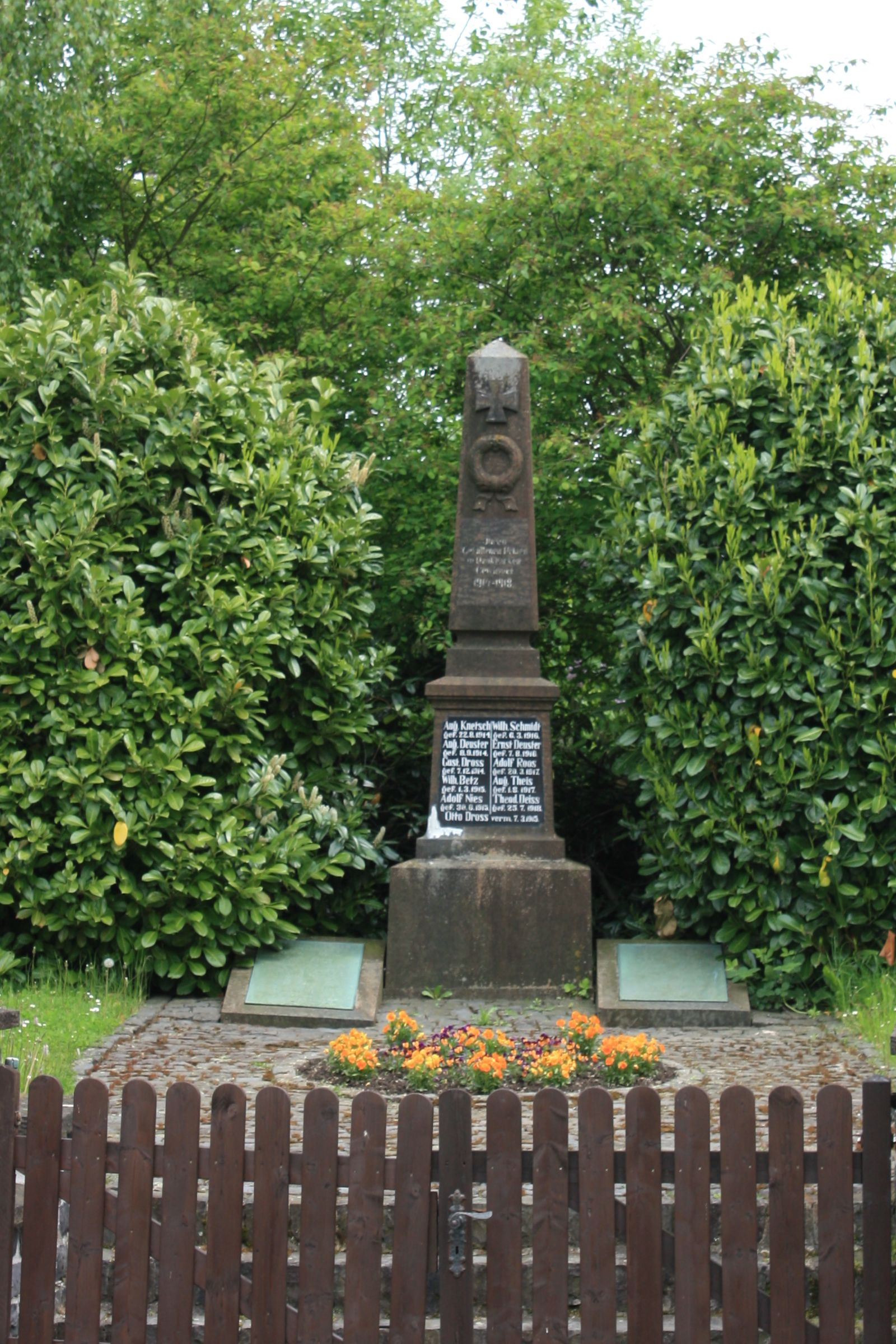
Das Kriegerdenkmal
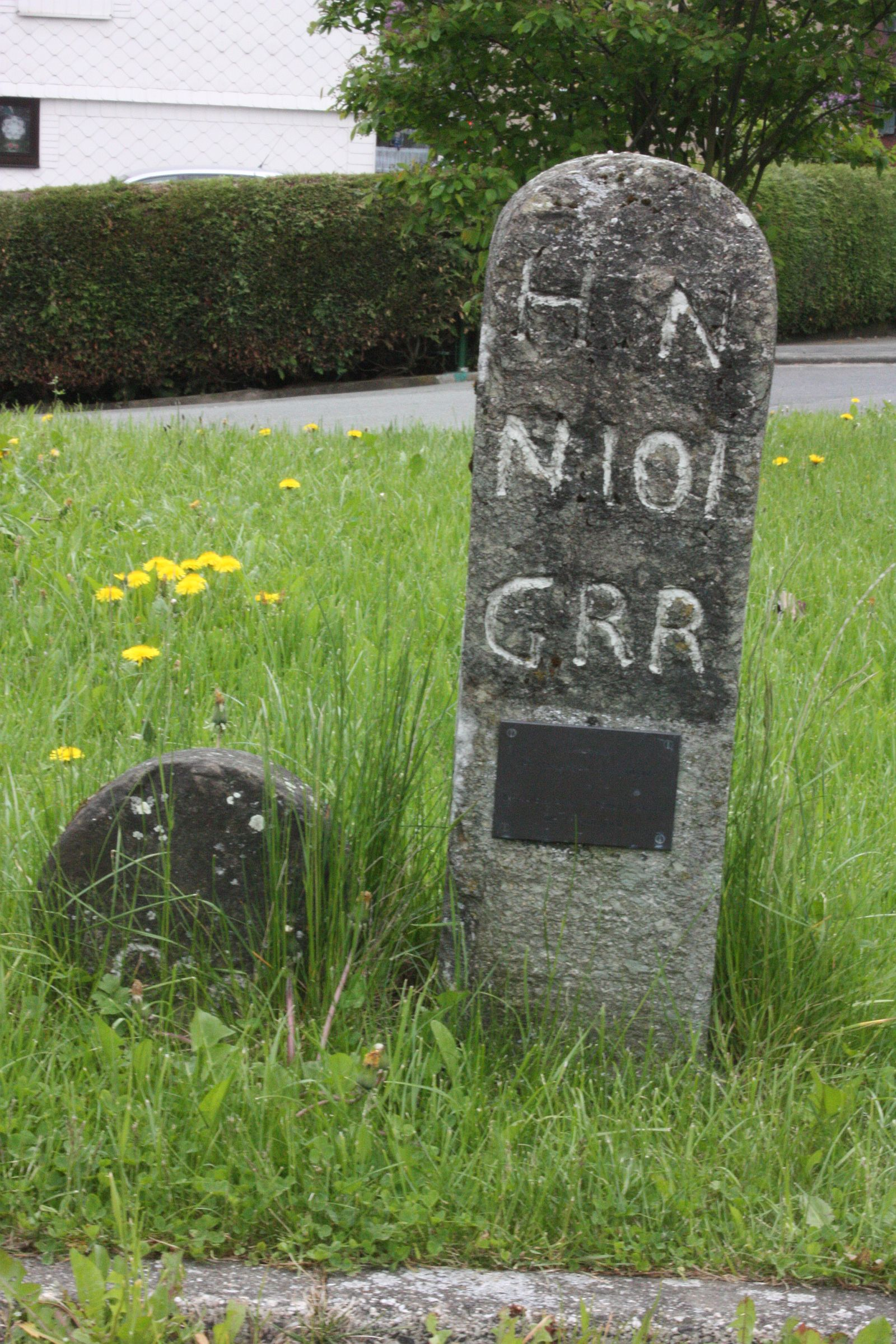
Grenzstein zwischen dem Herzogtum Nassau und dem Königreich Preußen bei Rodenroth